# شيا يي
شيا يي هي مدينة من مدن تايوان. يبلغ عدد سكانها 270254 نسمة وذلك حسب إحصائيات سنة 2016. يبلغ ارتفاع المدينة عن سطح البحر قرابة 69 متر. تبلغ مساحتها 60.03 كم².

## المناخ
يظهر الجدول التالي التغييرات المناخية على مدار السنة لشيا يي:
| البيانات المناخية لـشيا يي        | البيانات المناخية لـشيا يي | البيانات المناخية لـشيا يي | البيانات المناخية لـشيا يي | البيانات المناخية لـشيا يي | البيانات المناخية لـشيا يي | البيانات المناخية لـشيا يي | البيانات المناخية لـشيا يي | البيانات المناخية لـشيا يي | البيانات المناخية لـشيا يي | البيانات المناخية لـشيا يي | البيانات المناخية لـشيا يي | البيانات المناخية لـشيا يي | البيانات المناخية لـشيا يي |
| الشهر                             | يناير                      | فبراير                     | مارس                       | أبريل                      | مايو                       | يونيو                      | يوليو                      | أغسطس                      | سبتمبر                     | أكتوبر                     | نوفمبر                     | ديسمبر                     | المعدل السنوي              |
| --------------------------------- | -------------------------- | -------------------------- | -------------------------- | -------------------------- | -------------------------- | -------------------------- | -------------------------- | -------------------------- | -------------------------- | -------------------------- | -------------------------- | -------------------------- | -------------------------- |
| الدرجة القصوى °م (°ف)             | 31.7 (89.1)                | 33.0 (91.4)                | 34.1 (93.4)                | 33.9 (93.0)                | 37.2 (99.0)                | 37.0 (98.6)                | 37.0 (98.6)                | 36.6 (97.9)                | 36.7 (98.1)                | 36.5 (97.7)                | 32.9 (91.2)                | 32.5 (90.5)                | 37.2 (99.0)                |
| متوسط درجة الحرارة الكبرى °م (°ف) | 22.1 (71.8)                | 22.4 (72.3)                | 24.8 (76.6)                | 27.8 (82.0)                | 30.5 (86.9)                | 32.3 (90.1)                | 33.1 (91.6)                | 32.6 (90.7)                | 31.6 (88.9)                | 29.8 (85.6)                | 27.1 (80.8)                | 23.9 (75.0)                | 28.2 (82.8)                |
| المتوسط اليومي °م (°ف)            | 16.5 (61.7)                | 17.3 (63.1)                | 19.7 (67.5)                | 23.0 (73.4)                | 25.8 (78.4)                | 27.8 (82.0)                | 28.6 (83.5)                | 28.2 (82.8)                | 27.0 (80.6)                | 24.5 (76.1)                | 21.3 (70.3)                | 17.7 (63.9)                | 23.1 (73.6)                |
| متوسط درجة الحرارة الصغرى °م (°ف) | 12.5 (54.5)                | 13.8 (56.8)                | 15.9 (60.6)                | 19.2 (66.6)                | 22.1 (71.8)                | 24.3 (75.7)                | 25.2 (77.4)                | 24.9 (76.8)                | 23.7 (74.7)                | 20.9 (69.6)                | 17.3 (63.1)                | 13.2 (55.8)                | 19.4 (66.9)                |
| أدنى درجة حرارة °م (°ف)           | 1.8 (35.2)                 | 2.6 (36.7)                 | 2.7 (36.9)                 | 8.2 (46.8)                 | 13.9 (57.0)                | 17.5 (63.5)                | 21.7 (71.1)                | 19.7 (67.5)                | 17.6 (63.7)                | 12.7 (54.9)                | 6.7 (44.1)                 | 0.4 (32.7)                 | 0.4 (32.7)                 |
| معدل هطول الأمطار مم (إنش)        | 23.6 (0.93)                | 57.4 (2.26)                | 63.4 (2.50)                | 103.0 (4.06)               | 176.2 (6.94)               | 314.0 (12.36)              | 369.9 (14.56)              | 380.2 (14.97)              | 222.6 (8.76)               | 27.5 (1.08)                | 15.2 (0.60)                | 21.3 (0.84)                | 1٬774٫3 (69.85)            |
| متوسط الأيام الممطرة (≥ 0.1 mm)   | 4.9                        | 6.5                        | 7.7                        | 9.2                        | 10.1                       | 13.7                       | 14.4                       | 17.0                       | 10.4                       | 2.6                        | 2.8                        | 3.4                        | 102.7                      |
| متوسط الرطوبة النسبية (%)         | 79.0                       | 81.5                       | 81.5                       | 82.2                       | 82.0                       | 79.6                       | 78.7                       | 81.5                       | 82.6                       | 81.4                       | 79.6                       | 77.5                       | 80.6                       |
| ساعات سطوع الشمس الشهرية          | 165.1                      | 134.2                      | 151.3                      | 150.4                      | 172.6                      | 181.0                      | 214.2                      | 192.5                      | 181.2                      | 189.7                      | 163.6                      | 170.9                      | 2٬066٫7                    |
| المصدر:                           |                            |                            |                            |                            |                            |                            |                            |                            |                            |                            |                            |                            |                            |

## توأمة
لشيا يي اتفاقيات توأمة مع كل من:
- جونو
- إيست أورانج
- جاكسون
- موراي
- بولاكان
- مرتينسبورغ
- سيراكيوز
- سين شو
- مقاطعة مياولي

## أعلام
- سينثيا خان
- سيلفيا تشانغ

## وصلات خارجية
- الموقع الرسمي